# São Domingos (República Dominicana)
São Domingos (em castelhano: Santo Domingo; pronúncia em castelhano: [ˈsanto ðoˈmiŋɡo]; oficialmente Santo Domingo de Guzmán; antigamente: Ciudad Trujillo) é a capital e maior cidade da República Dominicana. Encontra-se a 18°29′N 69°55′W, na foz do rio Ozama, e é banhada pelo mar do Caribe. Sua população conta 2 253 437 habitantes (2006).

## História
Fundada em 1496 e transladada para o sítio atual em 1502, é o mais antigo assentamento europeu de ocupação contínua da América e foi a primeira sede do governo colonial espanhol no Novo Mundo.
São Domingos foi a sede dos Jogos Pan-americanos de 2003.

## Etimologia
A cidade foi nomeada Santo Domingo por Bartolomeu Colombo, irmão de Cristóvão Colombo e fundador do assentamento, o qual, segundo Oviedo e frei Bartolomeu de las Casas, teria sido criado no dia de São Domingos de Gusmão. Em 1966, a constituição da República Dominicana registra o nome da capital do país como Santo Domingo de Guzmán. O topônimo foi aportuguesado "São Domingos", conforme o nome do santo em português.

## Geografia

### Clima
| Dados climatológicos para São Domingos (1961–1990, extremos 1909–presente)                                                        | Dados climatológicos para São Domingos (1961–1990, extremos 1909–presente) | Dados climatológicos para São Domingos (1961–1990, extremos 1909–presente) | Dados climatológicos para São Domingos (1961–1990, extremos 1909–presente) | Dados climatológicos para São Domingos (1961–1990, extremos 1909–presente) | Dados climatológicos para São Domingos (1961–1990, extremos 1909–presente) | Dados climatológicos para São Domingos (1961–1990, extremos 1909–presente) | Dados climatológicos para São Domingos (1961–1990, extremos 1909–presente) | Dados climatológicos para São Domingos (1961–1990, extremos 1909–presente) | Dados climatológicos para São Domingos (1961–1990, extremos 1909–presente) | Dados climatológicos para São Domingos (1961–1990, extremos 1909–presente) | Dados climatológicos para São Domingos (1961–1990, extremos 1909–presente) | Dados climatológicos para São Domingos (1961–1990, extremos 1909–presente) | Dados climatológicos para São Domingos (1961–1990, extremos 1909–presente) |
| Mês | Jan                                                                        | Fev                                                                        | Mar                                                                        | Abr                                                                        | Mai                                                                        | Jun                                                                        | Jul                                                                        | Ago                                                                        | Set                                                                        | Out                                                                        | Nov                                                                        | Dez                                                                        | Ano                                                                        |
| --- | -------------------------------------------------------------------------- | -------------------------------------------------------------------------- | -------------------------------------------------------------------------- | -------------------------------------------------------------------------- | -------------------------------------------------------------------------- | -------------------------------------------------------------------------- | -------------------------------------------------------------------------- | -------------------------------------------------------------------------- | -------------------------------------------------------------------------- | -------------------------------------------------------------------------- | -------------------------------------------------------------------------- | -------------------------------------------------------------------------- | -------------------------------------------------------------------------- |
| Temperatura máxima recorde (°C)                                                                                                   | 34,4                                                                       | 33,9                                                                       | 36,0                                                                       | 37,0                                                                       | 39,5                                                                       | 37,2                                                                       | 37,8                                                                       | 38,8                                                                       | 36,7                                                                       | 38,8                                                                       | 35,0                                                                       | 33,5                                                                       | 39,5                                                                       |
| Temperatura máxima média (°C) | 29,2                                                                       | 29,2                                                                       | 29,6                                                                       | 30,2                                                                       | 30,4                                                                       | 30,8                                                                       | 31,3                                                                       | 31,5                                                                       | 31,4                                                                       | 31,1                                                                       | 30,6                                                                       | 29,6                                                                       | 30,4                                                                       |
| Temperatura média (°C) | 24,4                                                                       | 24,4                                                                       | 24,9                                                                       | 25,6                                                                       | 26,3                                                                       | 26,9                                                                       | 27,0                                                                       | 27,1                                                                       | 27,0                                                                       | 26,7                                                                       | 26,0                                                                       | 24,9                                                                       | 25,9                                                                       |
| Temperatura mínima média (°C) | 19,6                                                                       | 19,7                                                                       | 20,2                                                                       | 21,1                                                                       | 22,2                                                                       | 22,9                                                                       | 22,8                                                                       | 22,7                                                                       | 22,7                                                                       | 22,3                                                                       | 21,4                                                                       | 20,3                                                                       | 21,5                                                                       |
| Temperatura mínima recorde (°C)                                                                                                   | 11,0                                                                       | 11,0                                                                       | 13,3                                                                       | 15,5                                                                       | 16,5                                                                       | 18,6                                                                       | 18,2                                                                       | 18,0                                                                       | 18,0                                                                       | 17,0                                                                       | 17,0                                                                       | 13,0                                                                       | 11,0                                                                       |
| Chuva (mm) | 63,0                                                                       | 56,8                                                                       | 53,8                                                                       | 71,9                                                                       | 187,7                                                                      | 140,1                                                                      | 144,6                                                                      | 177,4                                                                      | 180,9                                                                      | 186,8                                                                      | 99,8                                                                       | 84,3                                                                       | 1 447,1                                                                    |
| Dias com chuva | 7,2                                                                        | 5,9                                                                        | 6,1                                                                        | 6,5                                                                        | 10,8                                                                       | 10,1                                                                       | 11,3                                                                       | 11,8                                                                       | 11,3                                                                       | 12,7                                                                       | 9,2                                                                        | 8,6                                                                        | 111,5                                                                      |
| Umidade relativa (%) | 82,5                                                                       | 80,8                                                                       | 79,3                                                                       | 78,8                                                                       | 82,5                                                                       | 83,7                                                                       | 83,8                                                                       | 84,6                                                                       | 85,1                                                                       | 85,7                                                                       | 84,2                                                                       | 83,3                                                                       | 82,9                                                                       |
| Insolação (h) | 229,6                                                                      | 230,5                                                                      | 258,4                                                                      | 253,3                                                                      | 244,2                                                                      | 234,7                                                                      | 229,6                                                                      | 237,7                                                                      | 222,7                                                                      | 207,9                                                                      | 218,8                                                                      | 205,7                                                                      | 2 773,1                                                                    |
| Fonte: NOAA |                                                                            |                                                                            |                                                                            |                                                                            |                                                                            |                                                                            |                                                                            |                                                                            |                                                                            |                                                                            |                                                                            |                                                                            |                                                                            |
| Fonte 2: Diario Libre (Recorde para Maio e recordes de baixa para janeiro e fevereiro), Meteo Climat (Máximas e mínimas recordes) |                                                                            |                                                                            |                                                                            |                                                                            |                                                                            |                                                                            |                                                                            |                                                                            |                                                                            |                                                                            |                                                                            |                                                                            |                                                                            |

## Patrimônio
A Cidade Colonial de São Domingos de São Domingos é considerada patrimônio da humanidade pela UNESCO.

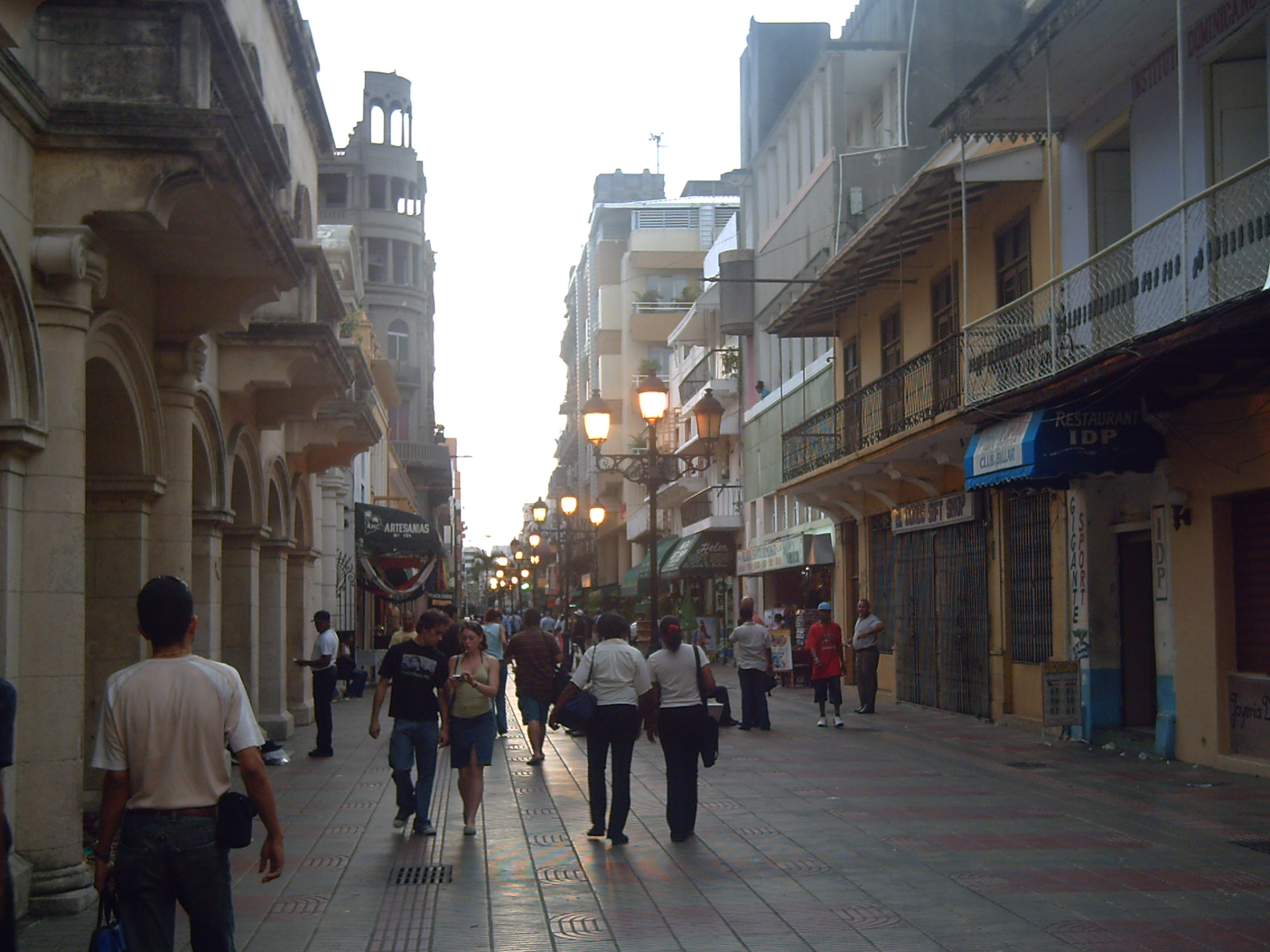
Calle el Conde, na Zona Colonial. Uma das mais antigas ruas de São Domingos

## Cidades irmãs
- Manaus, Brasil
- Nova Iorque, Estados Unidos
- Providence, Estados Unidos
- Condado de Miami-Dade, Estados Unidos

São Domingos também tem acordos de geminação com as seguintes cidades:
- Berna, Suíça
- Bogotá, Colômbia
- Buenos Aires, Argentina
- Caracas, Venezuela
- Curitiba, Brasil
- Guadalajara, México
- Haifa, Israel
- Havana, Cuba
- Esmirna, Turquia
- La Muela, Espanha
- Londres, Reino Unido
- Madrid, Espanha
- Paris, França
- Pontevedra, Espanha
- Quito, Equador
- Santa Cruz de Tenerife, Espanha
- Sarasota, Estados Unidos
- Taipei, Taiwan
- Toronto, Canadá